# 宇治田原町
宇治田原町（日语：／ Ujitawara chō */?）是位於日本京都府東南方，與滋賀縣鄰接的行政區劃。整個町大部份區域都位於丘陵和山區之中，地形上影響形成交通上的一個屏障，所以在景觀上屬於比較原始風貌。
由於江戶時代此地農民開發出的煎茶技術促成綠茶在日本的普及，因此此地也稱為「日本綠茶發祥地」，現也是宇治茶的主要產地。

## 人口
| 宇治田原町人口分布圖 |                                                   |  |
| 宇治田原町與日本全國年齡別人口分布比較圖 （2005年資料） | 宇治田原町的年齡、男女別人口分布圖 （2005年資料） |  |
| ■紫色是宇治田原町 ■綠色是全国 | ■藍色是男性 ■紅色是女性                           |  |
| 宇治田原町人口變化 \| 1970年 \| 6,991人 \| \| \| 1975年 \| 7,074人 \| \| \| 1980年 \| 7,180人 \| \| \| 1985年 \| 7,939人 \| \| \| 1990年 \| 8,316人 \| \| \| 1995年 \| 9,122人 \| \| \| 2000年 \| 9,840人 \| \| \| 2005年 \| 10,060人 \| \| \| 2010年 \| 9,711人 \| \| \| 2015年 \| 9,319人 \| \| \| 2020年 \| 8,911人 \| \| |                                                   |  |
| 資料來源：日本總務省統計中心提供之人口普查數據 |                                                   |  |
| 1970年 | 6,991人                                           |  |
| 1975年 | 7,074人                                           |  |
| 1980年 | 7,180人                                           |  |
| 1985年 | 7,939人                                           |  |
| 1990年 | 8,316人                                           |  |
| 1995年 | 9,122人                                           |  |
| 2000年 | 9,840人                                           |  |
| 2005年 | 10,060人                                          |  |
| 2010年 | 9,711人                                           |  |
| 2015年 | 9,319人                                           |  |
| 2020年 | 8,911人                                           |  |

## 歷史
過去此地名為「田原鄉」，在奈良時代這裡曾經興建過許多知名的寺院，是佛學進修之地，不過由於戰亂的影響，導致寺院的荒廢而沒落。江戶時代以後，由於豐富的山產成為皇室的領地，18世紀初本地的茶農發展出青製煎茶製法促進了茶的普及，也讓「宇治的煎茶」的知名度推到全日本。
明治維新後，此地被劃入京都府，在1889年實施町村制時，現在宇治田原町的西部屬於田原村，東部屬於宇治田原村；1956年兩村合併為現在的宇治田原町。

### 變遷表
| 1889年4月1日 | 1889年 - 1926年 | 1926年 - 1944年 | 1945年 - 1954年 | 1955年 - 1989年          | 1989年 - 现在            | 现在                     |
| ------------ | --------------- | --------------- | --------------- | ------------------------ | ------------------------ | ------------------------ |
| 宇治田原村   | 宇治田原村      | 宇治田原村      | 宇治田原村      | 1956年9月30日 宇治田原町 | 1956年9月30日 宇治田原町 | 1956年9月30日 宇治田原町 |
| 田原村       |                 |                 |                 | 1956年9月30日 宇治田原町 | 1956年9月30日 宇治田原町 | 1956年9月30日 宇治田原町 |

## 交通
對外交通仰賴京都京阪巴士的客運往返京田邊市、城陽市或宇治市，也可藉由這些客運在近畿日本鐵道京都線新田邊車站、西日本旅客鐵道片町線京田邊車站、奈良線宇治車站、京阪電氣鐵道宇治線宇治車站換乘鐵路交通。
公路方面新名神高速道路在滋賀縣大津市至城陽市之間路段規畫將由轄內通過，未來規劃設有宇治田原交流道。

## 本地出身之名人
- 永谷宗圓（日语：永谷宗円）：17世紀居住於此的農家，開發出「青製煎茶製法（日语：青製煎茶製法）」促成煎茶在日本的普及。

## 外部連結
- （日語） 宇治田原町產業觀光課的Facebook專頁